# Scarabaeus asceticus
Scarabaeus asceticus är en skalbaggsart som beskrevs av Gillet 1907. Scarabaeus asceticus ingår i släktet Scarabaeus och familjen bladhorningar. Inga underarter finns listade i Catalogue of Life.